# انبازه
منبع مشترک (به انگلیسی: Commons) به هر منبع، چه فرهنگی و چه مادی، که در بین تمام اعضای یک جامعه به اشتراک گذاشته شده‌است گفته می‌شود. منبع مشترک می‌تواند شامل منابع طبیعی همچون آب، هوا، جنگل‌ها و مراتع و… باشد. چنین منابعی که مالکیت آن‌ها محدود به عدهٔ معدودی نیست منبع مشترک خوانده می‌شوند. منابع مشترک همچنین می‌توانند منابعی که جوامع خاص یا گروه‌های کاربری برای سود خود یا اجتماع نگهداری و تولید می‌کنند اطلاق شوند.

## واژه‌شناسی و خاستگاه
واژهٔ انبازه که معادل منبع مشترک برگرفته از انباز (به زبان پهلوی: همباز) گرفته شده‌است. Commons، برگردان واژه به انگلیسی، از اصطلاح Common land (به فارسی: زمین مشاع) گرفته‌شده‌است و کاربرد آن در معنای جدید با مقالهٔ مشهور گارت هاردین در مورد تراژدی انبازه‌ها مرسوم شد. به گفتهٔ «فرانک ون لاورهون» و «الینور اوستروم» قبل از مقالهٔ گارت هاردین از واژهٔ Commons در معنای جدید آن، به ندرت استفاده می‌شده‌است.
استفاده از انبازه ریشه در تاریخ اروپا دارد، در متون سیاسی اروپا ثروت‌های انبازی شامل تمام منابع مادی دنیا از جمله آب و هوا و خاک و بذر می‌شده‌است و موهبت‌های طبیعت به عنوان میراثی برای تمام انسان‌ها در نظر گرفته می‌شده‌است که می‌بایست بین تمام آن‌ها به اشتراک گذاشته می‌شده‌است. کاربرد دیگر این واژه به روم باستان می‌رسد؛ res commune که بهره‌وری و استفاده از آن برای همهٔ مردم بوده‌است و res publica که به تمام چیزهای متعلق به عمومی گفته می‌شده که مدیریت آن بر عهدهٔ دولت بوده‌است.